# 유철 (조선)
유철(兪㯙, 1606년 ~ 1671년)은 조선의 문신이다. 본관은 기계, 자는 방숙(方叔), 호는 취옹(醉翁)이다. 이름의 철(㯙) 자가 현대 한국어에 안 쓰이기 때문에 현대 자료에서 유철(兪轍)이나 유철(兪撤) 등으로 표기되기도 한다.
1627년 생원이 되었고, 1633년 병과로 급제하였다. 경기도관찰사와 대사간을 지냈다.